# Troense
Troense is een plaats in de Deense regio Zuid-Denemarken, gemeente Svendborg. De plaats telt 1146 inwoners (2008).